# گورستان چیر (جعفریه)
قبرستان چیر (جعفریه) مربوط به قبل از دوره صفویه است و در شهرستان بوانات، بخش مرکزی، دهستان سروستان، شمال غرب روستای چیر در میان باغات گردو واقع شده و این اثر در تاریخ ۱ مرداد ۱۳۸۶ با شمارهٔ ثبت ۱۹۳۰۳ به‌عنوان یکی از آثار ملی ایران به ثبت رسیده است.